# سفرنامه‌ای از یک بچه لوس
سفرنامه‌ای از یک بچه لوس (به فرانسوی: Itinéraire d'un enfant gâté) یک فیلم سینمایی فرانسوی به کارگردانی کلود لولوش محصول سال ۱۹۸۸ میلادی است.

## خلاصه داستان
«سم لیون» بچه‌ای سر راهی که در سیرک بزرگ شده‌است، پس از یک حادثه به تجارت روی می‌آورد. با این وجود، پس از رسیدن به سن پنجاه سالگی خسته شده و تصمیم به گیرد به دریا بزند…

## جزئیات فیلم
- عنوان: Itinéraire d'un enfant gaté
- کارگردان: کلود لولوش
- نویسنده: کلود للوچ
- زمان: ۱۲۵ دقیقه
- موسیقی: فرانسیس له
- تهیه‌کنندگان: ژان-پل بلموندو و کلود للوچ
- کشور: فرانسه
- قالب بندی: رنگ (Eastmancolor) - 1.85: 1 (Vistavision) - صدای دیجیتال دالبی - ۳۵ میلی‌متر
- ژانر فیلم: درام / ماجراجویانه / کمدی
- انتشار: ۱۹۸۸

## بازیگران
- ژان-پل بلموندو در نقش سم لیون
- ریشار آنکونینا در نقش آلبرت دووویر
- ماری سوفی ال در نقش شیر ویکتوریا
- ژان فیلیپ چاتیر در نقش ژان فیلیپ شیر
- لیو در نقش یوت
- دنیل ژلین نقش پیر دووویر
- بئاتریس آجنین نقش کورین
- میشل بون در نقش وکیل
- پیر ورنیه نقش راهب
- گیلا فون وایترسهاوزن
- سابین اودپان
- ووکی مایر
- آرتور براوس
- سابی دور
- ژان مارین
- اودو واچتویل
- سالومه للوچ

این فیلم در فرانسه ۳٬۲۵۴٬۱۰۰ بیننده داشته‌است.